# Воллес (Каліфорнія)
Воллес (англ. Wallace) — переписна місцевість (CDP) в США, в окрузі Калаверас штату Каліфорнія. Населення — 479 осіб (2020).

## Географія
Воллес розташований за координатами 38°12′3″ пн. ш. 120°57′44″ зх. д. / 38.20083° пн. ш. 120.96222° зх. д. (38.200783, -120.962087).  За даними Бюро перепису населення США в 2010 році переписна місцевість мала площу 11,43 км², з яких 11,22 км² — суходіл та 0,21 км² — водойми.

## Демографія
Згідно з переписом 2010 року, у переписній місцевості мешкали 403 особи в 154 домогосподарствах у складі 118 родин. Густота населення становила 35 осіб/км².  Було 176 помешкань (15/км²).
Расовий склад населення:
| - 86,1 % — білих - 2,5 % — азіатів - 1,0 % — корінних американців - 0,7 % — чорних або афроамериканців - 0,5 % — вихідців з тихоокеанських островів - 5,5 % — осіб інших рас |

До двох чи більше рас належало 3,7 %. Частка іспаномовних становила 7,9 % від усіх жителів.
За віковим діапазоном населення розподілялося таким чином: 20,1 % — особи молодші 18 років, 59,8 % — особи у віці 18—64 років, 20,1 % — особи у віці 65 років та старші. Медіана віку мешканця становила 47,8 року. На 100 осіб жіночої статі у переписній місцевості припадало 89,2 чоловіків;  на 100 жінок у віці від 18 років та старших — 97,5 чоловіків також старших 18 років.
Середній дохід на одне домашнє господарство  становив 121 234 долари США (медіана — 106 831), а середній дохід на одну сім'ю — 128 365 доларів (медіана — 107 326). 
Цивільне працевлаштоване населення становило 494 особи. Основні галузі зайнятості: науковці, спеціалісти, менеджери — 31,8 %, будівництво — 18,0 %, мистецтво, розваги та відпочинок — 13,0 %, освіта, охорона здоров'я та соціальна допомога — 9,1 %.